# سجين 3
سِجّين 3 (بالتركية: Siccîn 3)‏ هو الجزء الثالث من سلسلة أفلام "سِجّين"، من إخراج ألبير ميستشي سنة 2016.

## القصة
تدور أحداث الفيلم حول ثلاثة أصدقاء الطفولة انفصلوا عن بعضهم بسبب حادث مروع، ولكن يتم جمع شملهم بعد سنوات ويظهرون فجأة، لتبدأ سلسلة من الأمور المرعبة.

## روابط خارجية
- سجين 3 على موقع IMDb (الإنجليزية)
- سجين 3 على موقع نتفليكس (الإنجليزية)
- سجين 3 على موقع قاعدة بيانات الفيلم (الإنجليزية)
- سجين 3 على موقع ليتربوكسد (الإنجليزية)
- سجين 3 على موقع كينوبويسك (الروسية)